# David Cooper (psiquiatra)
David G. Cooper (Ciudad del Cabo, 1931 - París, 29 de julio de 1986) fue un psiquiatra sudafricano, teórico y líder de la antipsiquiatría junto con R. D. Laing, Thomas Szasz y Michel Foucault. Acuñó el término "antipsiquiatría", situándose en contra de los métodos ortodoxos de la psiquiatría de su tiempo.

## Biografía
Se graduó en la Universidad de Ciudad del Cabo en 1955. Se trasladó a Londres, donde trabajó en varios hospitales, dirigió una unidad especial para jóvenes esquizofrénicos llamada Villa 21. 
Fue director del Instituto de Estudios Fenomenológicos, y coordinador del congreso de la Dialéctica de la Liberación, celebrado en Londres, en el Roundhouse de Chalk Farm desde el 15 al 30 de julio de 1967. Este congreso reunió a connotados intelectuales críticos de la época, como R. D. Laing, Paul Goodman, Allen Ginsberg, Herbert Marcuse y el dirigente de los panteras negras, Stokely Carmichael.
En conjunto con Laing y otros colaboradores, fundó la Asociación Filadelfia, basada en un marxismo existencialista. Sin embargo, abandonó la asociación en los setenta debido a que consideró que esta organización se había orientado progresivamente a un enfoque místico y espiritual, en desmedro de la crítica política y social, la postura más radical que él propiciaba como el camino correcto para lograr cambios profundos en el tratamiento de los pacientes psiquiátricos
Cooper estaba convencido de que la locura y la psicosis eran productos del tipo de relaciones sociales que se establecen en un determinado sistema de dominación, y que su verdadera solución pasaba por una revolución. Con el fin de promover y llevar a la práctica estas ideas, viajó a Argentina, país que él veía como potencialmente revolucionario. 
Más tarde volvió a Inglaterra por un tiempo, y después se afincó en Francia, donde pasó el resto de su vida.

## Obras
Sus ensayos más importantes son:
- Razón y violencia (1964), junto con R.D. Laing.
- Psiquiatría y antipsiquiatría (1967)
- La muerte de la familia (1971)
- El lenguaje de la locura (1978)
- La gramática de la vida